# Louro-pardo
O louro-pardo (Cordia trichotoma (Vellozo) Arrabida ex Steudel) é uma árvore da família Boraginaceae, nativa do Brasil, Argentina, Paraguai e Bolívia.

## Distribuição geográfica
No Brasil a C. glabrata se distribui em todos os Estados do Sul, Centro-Oeste, Sudeste e Nordeste, exceto possivelmente no Estado de Sergipe.
Seus biomas de ocorrência são Amazônia, Caatinga, Cerrado e Mata Atlântica nos tipos de vegetação de área antrópica, Caatinga (stricto sensu), Cerrado (lato sensu), Floresta Estacional Decidual, Floresta Estacional Semidecidual e Floresta Ombrófila.